# 榆林卫
榆林卫，明成化七年（1471年）置，治榆林堡（今陕西榆林市）。
东至山西白沟营界五百九十五里，西至宁夏长宁墩[界]五百九十里吴堡县临黄河，隔河即石州，后称永宁州，属陕西都司。清雍正二年（1724年）废入绥德州。八年于故地置榆林府。 

## 外部連結
[在维基数据编辑]
 《欽定古今圖書集成·方輿彙編·職方典·榆林衛部》，出自陈梦雷《古今圖書集成》